# Интерлейк (область)
Интерлейк (англ. Interlake) — область в канадской провинции Манитоба. Расположена между озёрами Виннипег и Манитоба. На территории области находятся 14 сельских муниципалитетов, 7 городов и одна деревня. Область разделена Статистической службой Канады на 3 переписных участка (№№13, 14 и 18). Площадь области составляет 15 855,37 км², население — 88 854 человек.

## Крупнейшие населённые пункты
- Арборг
- Виннипег-Бич
- Гимли
- Ривертон
- Селкирк — крупнейший город области
- Стоунуолл
- Телон

## Туризм и отдых
Песчаные пляжи между городами Виннипег-Бич и Джимли является популярным местом летнего отдыха.